# شهاب إبراهيم
شهاب إبراهيم (15 أبريل 1963 -) هو ممثل ومؤدي صوتي سوداني-مصري.

## حياته ونشأته
وُلد شهاب إبراهيم في 15 أبريل 1963 بالخرطوم، وتخرج من قسم الجيولوجيا بكلية العلوم جامعة القاهرة عام 1986، وعمل بالتدريس لبعض الوقت قبل أن يتجه لامتهان التمثيل والأداء الصوتيّ ليشارك في العديد من العروض المسرحية والأعمال التليفزيونية، وليعمل مع شركة ديزني كمدبلج في أفلامها المُدبلجة باللغة العربية، وقد اشتهر بأدائه لصوت شخصية سريع في النسخة المدبلجة بالعربية من مسلسل الرسوم المتحركة الشهير سبونج بوب سكوير بانتس.
حصل على الجنسية المصرية عام 2010.

## مسيرته الفنية
اهتم شهاب إبراهيم بالتمثيل أثناء دراسته بكلية العلوم فشارك بالتمثيل في العروض المسرحية على مسرح الجامعة وشاهده أحد المخرجين آنذاك فطلب منه العمل معه بعد تخرجه. عمل شهاب إبراهيم بعد تخرجه من قسم الجيولوجيا بكلية العلوم في مجال التدريس لفترة من الوقت قبل أن يترك عمله ويتّجه إلى التمثيل، وكانت بداية مسيرته الفنية كممثل مسرحي عام 1978 حين شارك في مسرحية «رسائل قاضي اشبيلية»، ثُم انضم بعد ذلك إلى فرقة المسرح المصري للممثلين قصيري القامة التي اسسها كل من مهندس الصوت جاسر خورشيد والمخرج محمد عبد الحميد في اواخر ثمانينيات القرن العشرين وقدم مع الفرقة مسرحية «مجلس العدل» وهي مسرحية استعراضية مأخوذة عن رواية لتوفيق الحكيم بنفس الاسم وكتب أشعارها وأغانيها الفنان خالد الصاوي، وقد عُرضت المسرحية على مسارح مصر وعُرضت أيضًا على مسرح قطر الوطني، وبعدما تفككت الفرقة انضمّ شهاب إبراهيم إلى فرقة الحركة المسرحية التي أسسها الفنان خالد الصاوي وقدم معها عدد من العروض مثل مسرحية «اللعب في الدماغ»، ثُم توالت أدواره ليشارك في عدد من العروض المسرحية والأفلام السينمائية والدراما التليفزيونيّة وكان من أبرز مشاركاته في المسلسلات التليفزيونية دوره في مسلسل «مملكة إبليس» ودوره في مسلسل «عايزة اتجوز». بدأ شهاب إبراهيم أيضًا عمله كمدبلج ومؤدي صوتي منذ عام 1995 حين شارك في دبلجة أفلام ومسلسلات الرسوم المتحركة لشركة والت ديزني باللغة العربية، واشتهر بأدائه الصوتي لشخصية سريع في النسخة المدبلجة بالعربية من مسلسل الرسوم المتحركة الشهير سبونج بوب سكوير بانتس كما شارك بالأداء الصوتي في عدد من برامج الأطفال ومسلسلات العرائس المتحركة مثل برنامج عالم سمسم ومسلسل ظاظا وجرجير.

## أعماله
| سنة العرض | اسم العمل                                   | نوع العمل          | الدور                      |
| --------- | ------------------------------------------- | ------------------ | -------------------------- |
| 2020      | مملكة إبليس - الجزء الثاني (نار الجنة)      | مسلسل              |                            |
| 2020      | مملكة إبليس - الجزء الأول (أسطورة الأساطير) | مسلسل              |                            |
| 2018      | يوم الدين                                   | فيلم               | زعيم الشحاتين              |
| 2017      | على وضعك                                    | فيلم               | أداء صوتي للقرد            |
| 2017      | كفر دلهاب                                   | مسلسل              | سنجاب                      |
| 2015      | راجل وست ستات (الجزء التاسع)                | مسلسل              |                            |
| 2013      | أحلى أيام                                   | مسلسل              |                            |
| 2012      | ارتجال في المخ                              | مسرحية             | بائع العطور / صاحب الخنزير |
| 2012      | البنسيون                                    | مسلسل              |                            |
| 2011      | الزناتي مجاهد                               | مسلسل              |                            |
| 2011      | القبطان عزوز (الجزء الثالث)                 | مسلسل رسوم متحركة  |                            |
| 2011      | بني آدمين عصر التنين                        | مسلسل رسوم متحركة  |                            |
| 2011      | راجل وست ستات (الجزء الثامن)                | مسلسل              |                            |
| 2010      | القبطان عزوز (الجزء الثاني)                 | مسلسل رسوم متحركة  |                            |
| 2010      | راجل وست ستات (الجزء السادس)                | مسلسل              |                            |
| 2010      | عايزة اتجوز                                 | مسلسل              | صبري                       |
| 2010      | مش ألف ليلة وليلة                           | مسلسل              |                            |
| 2009      | القبطان عزوز (الجزء الأول)                  | مسلسل رسوم متحركة  |                            |
| 2009      | حواكة بوت                                   | مسلسل              |                            |
| 2009      | راجل وست ستات (الجزء الرابع)                | مسلسل              |                            |
| 2009      | ظاظا وجرجير                                 | مسلسل عرائس متحركة | مفتاح (أداء صوتي)          |
| 2009      | مذكرات حرامي                                | مسلسل              |                            |
| 2008      | راسين في الحلال                             | مسلسل              |                            |
| 2008      | رست هاوس                                    | مسلسل              |                            |
| 2008      | زكي في الوزارة                              | مسرحية             |                            |
| 2008      | ليلة البيبي دول                             | فيلم               |                            |
| 2008      | ورقة شفرة                                   | فيلم               |                            |
| 2007      | اللعب في الدماغ                             | مسرحية             |                            |
| 2007      | حكايات المدندش                              | مسلسل              |                            |
| 2007      | راتاتوي                                     | فيلم رسوم متحركة   | أمبريستر مينيون            |
| 2007      | سعيد تعيس جدا جدا                           | مسلسل              |                            |
| 2007      | غنيوة للطير                                 | فيلم               |                            |
| 2006      | أهلا يا بكوات                               | مسرحية             |                            |
| 2006      | كابا مايكي                                  | مسلسل رسوم متحركة  | جوانو                      |
| 2006      | مطعم تشي توتو                               | مسلسل              | سعيد المثقف                |
| 2006      | وش إجرام                                    | فيلم               |                            |
| 2005      | بسبسبوبي                                    | مسلسل رسوم متحركة  | فرفور/السنجاب سفروت        |
| 2005      | خربشات                                      | مسلسل رسوم متحركة  | مستر بليك                  |
| 2003      | ليلو وستيتش                                 | مسلسل رسوم متحركة  |                            |
| 2002      | عالم الطباشير                               | مسلسل رسوم متحركة  |                            |
| 2001      | الحب مسرحية من ثلاث فصول                    | فيلم               |                            |
| 2000      | اللي فات سات                                | مسلسل عرائس متحركة | أداء صوتي                  |
| 2000      | درب ابن برقوق                               | مسلسل              |                            |
| 1998      | كوكي كاك (الجزء الثاني)                     | مسلسل عرائس متحركة |                            |
| 1995      | حكايات مجنونة                               | مسلسل              |                            |
| 1995      | حكاية لعبة                                  | فيلم رسوم متحركة   | ليني                       |
| 1994      | تكسب يا خيشة                                | مسرحية             |                            |
|           | رحلة لذيذة جدا                              | مسرحية             |                            |
|           | قطعوا التوتة                                | سهرة تليفزيونية    |                            |
| 2000      | سبونج بوب                                   | مسلسل رسوم متحركة  | الهولندي الطائر            |

## روابط خارجية
- شهاب إبراهيم على موقع IMDb (الإنجليزية)
- شهاب إبراهيم على موقع الدهليز
- شهاب إبراهيم على موقع قاعدة بيانات الأفلام العربية